# クラウス・マン

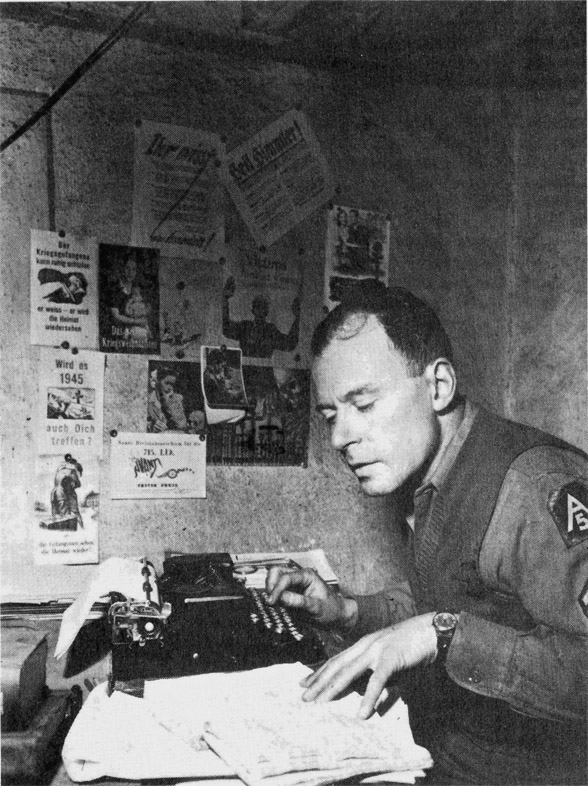
クラウス・マン（1944年）

クラウス・マン （Klaus Mann, 1906年11月18日 - 1949年5月21日）は、ドイツ・ミュンヘン出身の作家。ドイツ人作家のトーマス・マンとユダヤ系ドイツ人のカタリーナ・マンの間の子。反ナチス作家としても有名である。
1924年から短編小説を書き始め、その後ベルリンの新聞で批評家として活躍した。初めて彼の作品が出版されたのは1925年のことであった。
彼はホモセクシュアルであったために偏見の的となり、また父親との関係も上手くいかなかったため、1933年にオランダのアムステルダムに移住した。その後戦線の拡大に合わせて、パリ、プラハ、チューリヒへと逃れた。
母方がユダヤ系のためナチスによりドイツの市民権が剥奪された後には、父母とともにチェコスロバキアの市民権を獲得した。1940年にはアメリカに移り、ニュージャージーに居を構えた。直ちに新しい亡命者雑誌の編集にかかり、"Decision"(決断)を創刊。「フリーカルチャーの雑誌」と銘打って、W・H・オーディン、オールダス・ハックスリ、ジャン・コクトー、クリストファー・イシャーウッド、シャーウッド・アンダーソンなどイギリス、フランスの作家とともに、ハインリッヒ・マン、フランツ・ヴェルフェル、シュテファン・ツヴァイクなど亡命ドイツ語作家も寄稿した。トーマス・マンは賛同者のままで寄稿はしなかった。雑誌は、経済的なやりくりが続かず、1942年で発行を停止した。同年、彼は自伝的な"The Turning Point"(転回点)を刊行した。1943年にアメリカの市民権を得た。第5軍の二等軍曹（staff sergeant）としてイタリアに出征する。
1949年に医師ロベルト・クロプシュトックからもらった睡眠薬の過剰服用による自殺を図り死去した。

## 主な作品および日本語文献
長編小説
- Symphonie Pathétique. Ein Tschaikowsky-Roman, 1935 - 日本語訳 『小説チャイコフスキー』 （音楽之友社）
- Mephisto, Roman einer Karriere, 1936 - 日本語訳 『メフィスト - 出世物語』 （三修社）

自伝
- Der Wendepunkt 1952（英語版は1942） - 日本語訳『転回点』（晶文社、共訳）
- 姉エーリカ・マンとの共著『生への逃走』（松籟社、前川玲子訳）

研究書
- 山口知三 『ドイツを追われた人々 反ナチス亡命者の系譜』 （人文書院）
- 奥田敏広 『トーマス・マンとクラウス・マン』 （ナカニシヤ出版）